# Bersuit Vergarabat
Bersuit Vergarabat est un groupe de rock argentin, originaire de Buenos Aires. Formé en 1988, le groupe a conquis l'underground de Buenos Aires, il est désormais célèbre dans tout le pays. Le style musical du groupe est un mélange de différents genres latino-américains comme la cumbia, la chacarera ou le tango. Les paroles du groupe formulent souvent des critiques envers le système politique et plus généralement la société.
Malgré la censure, le groupe parvient à jouir d'une popularité sans précédent, devenant ainsi l'un des groupes les plus importants du rock argentin, et l'un des principaux en Amérique latine. La formation du groupe change sans cesse au fil du temps, mais la plus célèbre est celle qui comprend  Gustavo Cordera (voix), Juan Subirá (claviers, accordéon et voix), Carlos Martín (batterie et percussion), Oscar Righi (guitare électrique), Pepe Céspedes (basse et chant), Daniel Suárez (chants et chorales), Alberto Verenzuela (guitare) et Germán « Cóndor » Sbarbati (chants, chœurs et charango).
Le groupe est surtout noté pour ses tenues de concerts ; les membres portent des pyjamas en hommage aux patients de l'Hospital Municipal José Tiburcio Borda, un hôpital psychiatrique situé à Buenos Aires, et en marge des habituels accoutrements en cuir que portent les autres groupes associés au rock et au heavy metal. Une rumeur court selon laquelle Cordera aurait passé quelque temps dans cette institution, ce qui se révèle faux. Le groupe s'intéresse à tout ce qui touche la folie et la marginalisation,. Leurs chansons les plus populaires sont notamment El tiempo no para (reprise de Cazuza), Espíritu de esta selva, Yo tomo, Se viene, Sr. Cobranza (reprise de Las Manos de Filippi), La argentinidad al palo, La bolsa, Negra murguera, La soledad, Mi caramelo, Sencillamente, Un pacto, Esperando el impacto, et Murguita del sur.
En 2016, Oscar Righi quitte le groupe.

## Biographie

### Débuts (1987-1990)

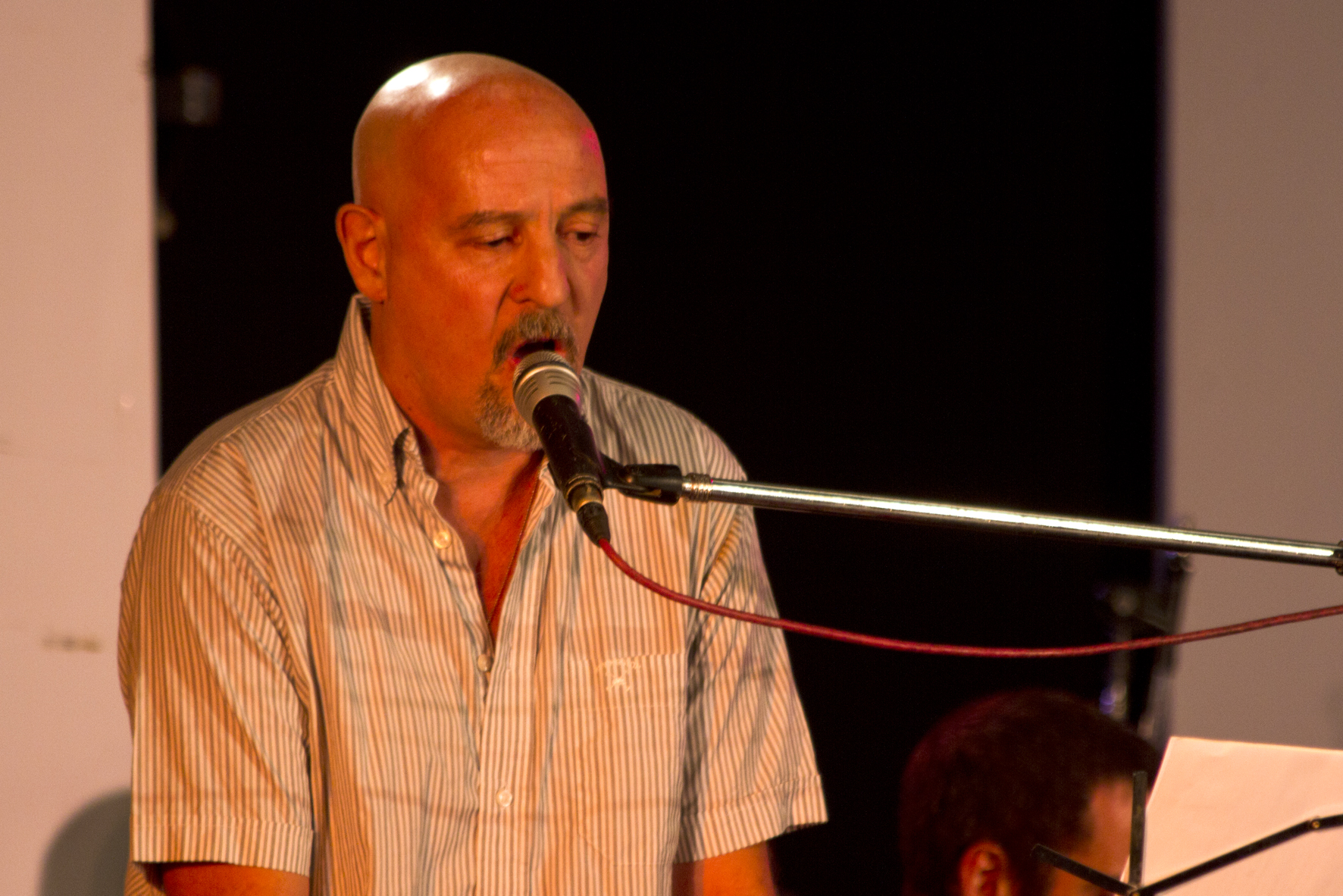
Juan Subirá, claviériste et membre fondateur du groupe, ici en 2015.

L'histoire du groupe remonte aux années 1980, à une période durant laquelle Juan Subirá, Pepe Céspedes, Carlos Enrique Martín et Alberto Verenzuela, étaient amis d'enfance, et résidaient dans le quartier de Barracas, au sud de Buenos Aires ; ils commencent à toucher aux instruments à leur adolescence et se surnommaient Los Prehistóricos, car ce qu'il jouaient leur rappelaient les hommes des cavernes. En 1987, ils font une certaine expérience musicale à La Casa de las Artes de la Vieja Avellaneda, où ils ont rencontré des artistes issus de différents domaines. Ici, Subirá et Cespedes dont la rencontre de Gustavo Cordera, originaire d'Avellaneda (Buenos Aires), qui, après un voyage au Brésil, a soudainement abandonné ses études, s'est rasé la tête, et a vendu sa propre agence automobile, pour se consacrer à la musique.
En 1988, le groupe se compose de Gustavo Cordera (chant), Charly Bianco (guitare), Miguel Jara (basse, chœurs), Pepe Céspedes (basse), Juan Subirá (claviers) et Carlos Enrique Martín (batterie). À cette période, le groupe, qui s'appelait temporairement Henry y La Palangana, ne possédait aucun nom fixe. Ce prénom vient d'un surnom qu'ils avaient l'habitude de dire dans leur quartier, à une période durant laquelle le groupe s'appelait encore La Palangana. Ils commencent à visiter le circuit underground de Buenos Aires, jouant dans des pubs renommés, comme Babylonia, Cemento et pendant les fêtes au Condon Clú, parmi d'autres lieux importants de la scène rock locale. Dans le même temps, ils commencent à porter des pyjamas pour s'identifier. En 1989, ils enregistrent une démo qui comprend des chansons inédites comme Hociquito de ratón, La Logia (Iambo Iombo) et Masturbación en masa.

### Première étape (1990-1996)

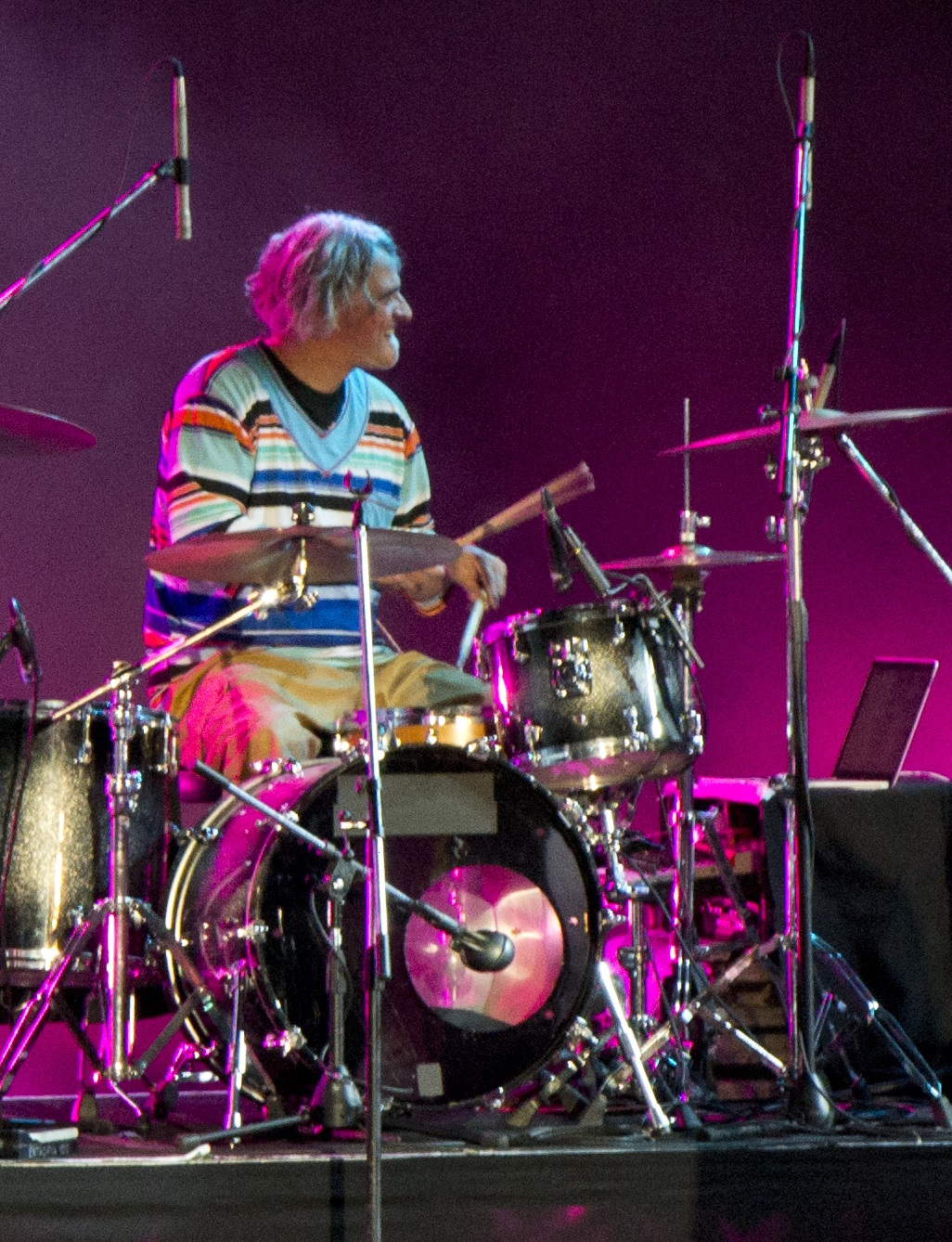
Carlos Enrique Martín, batteur du groupe depuis 1989.

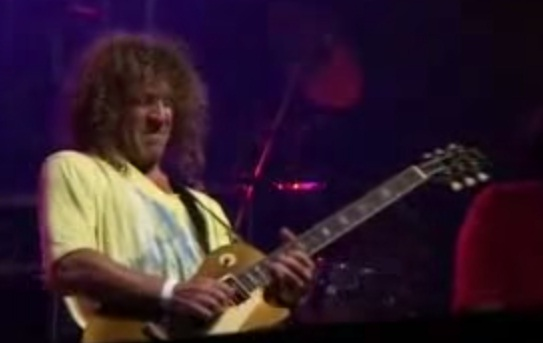
Oscar Righi, guitariste du groupe entre 1990 et 2016.

En 1990, le groupe recrute Rubén Sadrinas, un chanteur d'opéra connu du groupe, qui avait l'habitude de jouer aux chœurs. Avec cette formation, ils enregistrent leur premier album intitulé Y punto. Ce disque contient leur reprise de O tempo não parra, une chanson du musicien brésilien Cazuza (1958-1990), que Cordera écoutait lors d'un voyage au Brésil. En outre, il comprend aussi la chanson Hociquito de ratón, que le groupe composera au début de sa carrière. Ils effectuent des présentations à Buenos Aires et jouent au Cemento, interprétant leurs premières chansons et des thèmes inédits, avec Daniel Araoz, Humberto Tortonese, Batato Barea, Miguel Zavaleta, parmi d'autres invités.
En 1993, ils publient leur deuxième album, intitulé Asquerosa alegría. Après la sortie de l'album, Marcela Chediak, Raúl Pagano, et Charly Bianco quittent le groupe. En remplacement de ce dernier, le groupe recrutent guitariste vénézuélien Alberto Verenzuela, aussi ancien ami du groupe. L'album comprend des singles à succès comme El Elefantitos, Tu pastilla, Fuera de aá, Clara, Decile a tu mama et Absencia de chorus. Un an plus tard, le groupe apparait au Viejo Correo, et tourne un clip vidéo. À ce concert, les membres du groupe ne sont pas au meilleur de leur forme à la suite de leur succès inattendu et à cause des problèmes de drogues de Cordera et Sadrinas, leurs deux chanteurs. Au milieu des années 1990, le groupe se met en pause, Cordera ayant ses problèmes de toxicomanie.
En 1996, après trois ans d'inactivité, et des rumeurs de séparation qu'ils nient en bloc, le groupe commence à travailler sur un troisième album, initialement intitulé La historia de Don Leopardo Vir Thomsio, puis finalement et définitivement rebaptisé Don Leopardo. L'album est produit par Pichón Dalpont. À la sortie de cet album, la chanson Bersuit se popularise dans la scène musicale, et le groupe participe à de nombreux festivals, tels que le Festival Alternativo de Ferro, le Buenos Aires No Duerme au Parque Centenario, et le festival de Las Madres en Ferro, et de las Abuelas de Plaza de Mayo. Ils joueront dans divers endroits du pays comme à Rosario, Córdoba, Trelew, Puerto Madryn, Comodoro Rivadavia et même dans les localités balnéaires argentines.

### Libertinajeet succès (1998-1999)

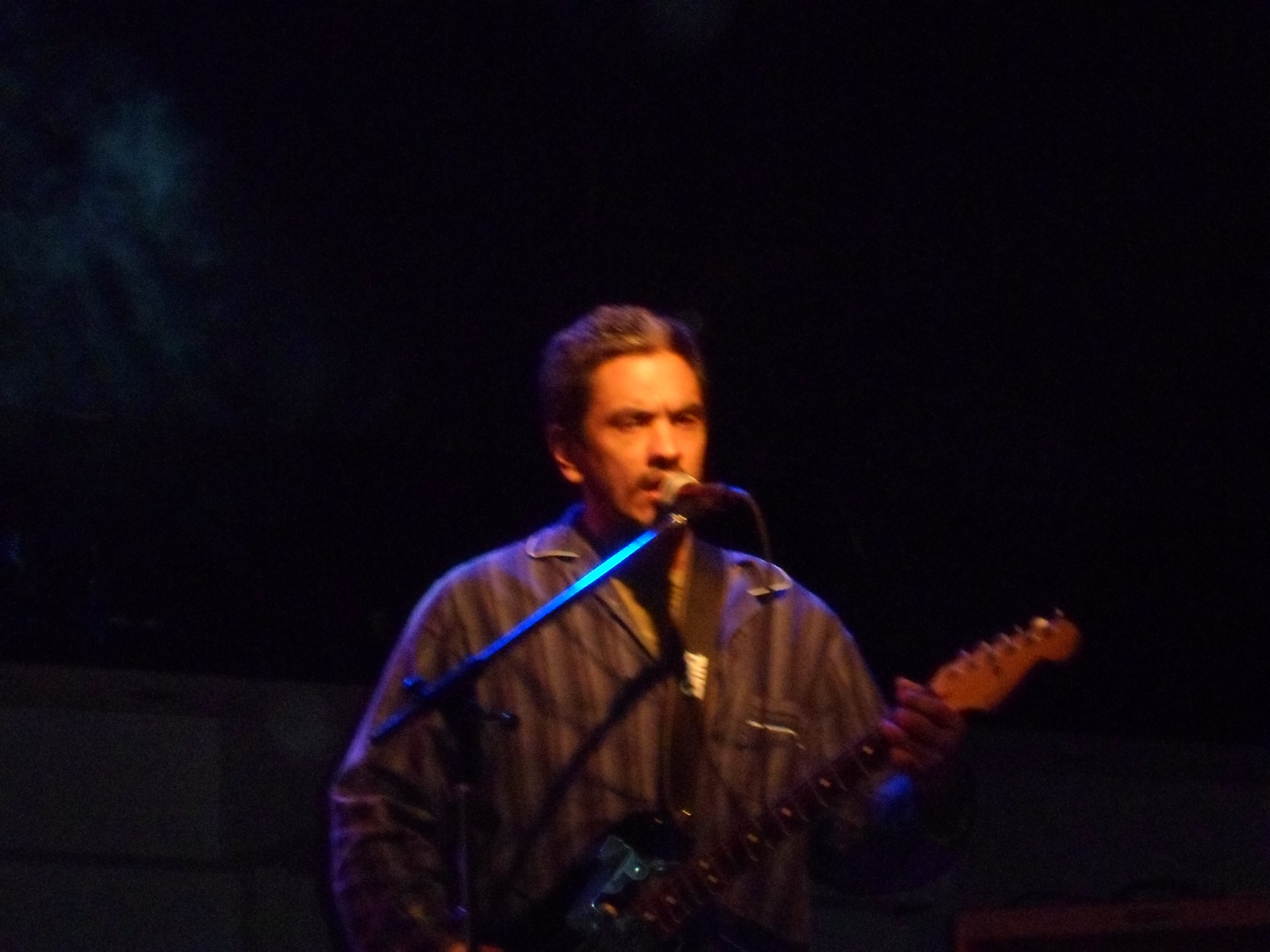
Alberto Verenzuela en 2012.

L'album qui fera connaître le groupe à l'échelle nationale et internationale s'intitule Libertinaje, qui est certifié double disque de platine en Argentine. Il est sorti en 1998 et produit par Gustavo Santaolalla. Après le départ de Sadrinas en 1996, ils recrutent Daniel Suárez et Germán Sbarbati ; ces deux derniers ont intégré un groupe appelé Resortes Antagónicos. Ils commencent une tournée dans toute l'Amérique latine, en Espagne et aux États-Unis.
En 1999, ils participent au Watcha Tour, une tournée américaine de groupes hispaniques, et effectuent trois tournées réussies en Espagne (y compris une participation à Festimad), passent quatre fois par an au Mexique, jouent au Chili, au Venezuela, en Colombie, au Costa Rica, en Uruguay, en Bolivie, au Pérou, au Nicaragua, en Équateur et à Porto Rico,. Ils concluent l'année 1999 avec un grand concert devant 50 000 spectateurs dans la banlieue de Buenos Aires, devant l' Obelisco. Leur album comprend la chanson Sr. Cobranza, qui est une reprise de Las Manos de Filippi, une chanson de protestation contre l'État, qui a provoqué la polémique et qui sera censurée par le COMFER, pour son langage brutal et explicite. Malgré ces événements, la chanson réussit à populariser le groupe. Dans la même année, ils participent à l'album Tributo a Sandro, un disco de rock avec la chanson Una muchacha y una guitarra.
La chanson Sr. Cobranza est interprétée par Bersuit Vergarabat pendant ses concerts aux côtés de Las Manos de Filippi. Après avoir signé un contrat avec le label Universal Music, Bersuit publient Libertinaje.

### Hijos del culoetDe la cabeza(2000-2003)
En 2000, le groupe sort l'album Hijos del culo, certifié double disque de platine. Il comprend des chansons comme l'hymne Toco y me voy, La bolsa, Negra murguera, et El viejo de arriba. Ils jouent leurs chansons à l'Estadio Obras en juin 2001, et filment l'événement qu'ils publient album live,,.
En 2002, le groupe sort une compilation intitulée De la cabeza con Bersuit Vergarabat, célébrant les dix ans du groupe, et jouée en live à l'Estadio Obras Sanitarias et au Show Center de Haedo. Un pacto et Perro amor explota sont les seules nouvelles chansons de l'album. S'enduit une tournée appelée Gira De la Cabeza con Bersuit en Amérique latine, en Espagne et aux États-Unis passant par le Luna Park de Buenos Aires. L'album est certifié triple disque platine avec 150 000 exemplaires vendus.

### Consécration définitive et tournée mondiales (2004-2007)

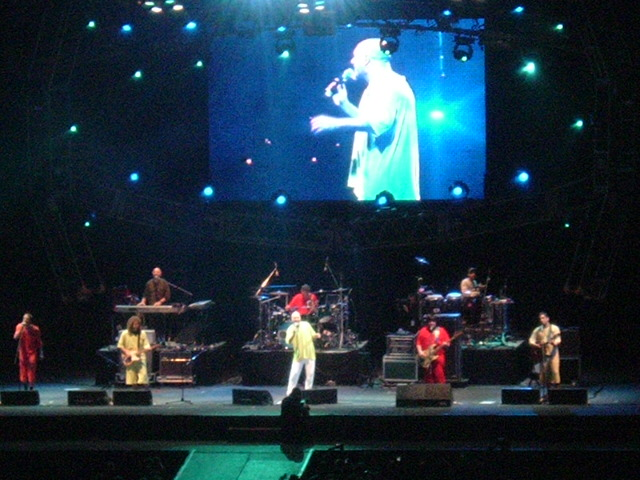
Bersuit Vergarabat en 2004.

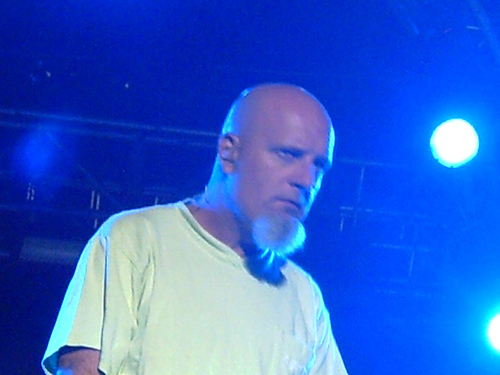
Gustavo Cordera.

En mars 2004 sort La argentinidad al palo, un double-album qui comprend deux parties : La Argentinidad al Palo (Se es) et La Argentinidad al palo (Lo que se es). La chanson homonyme est un succès et possède son propre clip, réalisé par Jorge Lanata. Il sera certifié sextuple disque de platine et le groupe sera sacré meilleur groupe de 2004 par les médias locaux. L'album comprend aussi les chansons La soledad, Porno Star, El viento trae una copla, Otra Sudestada et La argentinidad al palo.
En soutien à l'album, Bersuit donne pas moins de 100 concerts nationaux et internationaux pendant toute l'année 2004. Un concert donné à Mendoza est enregistré et publié en DVD.
En 2005, ils reçoivent le Premio Carlos Gardel de Oro et publient l'album Testosterona, enregistré entre avril et mai aux studios Del Cielito Records. L'album fait participer Andrés Calamaro, La Mona Jiménez et le Sindicato Argentino del Hip Hop. Le 11 aoput, ils jouent au Club Atenas de La Plata. Toujours en 2005, le groupe accompagne Andrés Calamaro dans une série de concerts au Luna Park. Ils y enregistreront l'album live El regreso. Puis ils donnent trois concerts espagnols, avec un passage au Palacio de los Deportes de Madrid. Ici ils enregistrent l'album live Hecho en España/Made in Spain, en DVD à l'Obras Sanitarias avec Litto Nebbia et Vicentico. En 2006, Bersuit tourne en Italie avec le groupe Negrita. L'album Lados BV, publié en 2006.

### ?(2007-2009)
Le 12 mai 2007, Bersuit donne un concert à l'Estadio de River Plate devant 70 000 spectateurs, jouant la chanson De ahí soy yo. En novembre 2007 sort l'album intitulé ?, qui comprend la chanson De ahí soy yo. Le disque est certifié double disque de platine. En 2008, ils jouent à l'Estadio de River Plate, dans le cadre du festival Quilmes Rock, qui conclut la soirée avec 60 000 spectateurs. En outre, ils effectuent une tournée passant par l'Espagne et plusieurs pays d'Amérique latine.

### Retour (depuis 2011)

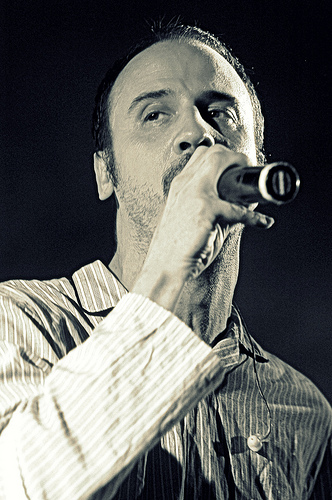
Daniel Alberto Suárez.

En 2011, le groupe revient avec une tournée en Espagne, à Londres et au Mexico (à Guadalajara et Mexico). En outre, ils participent le 22 mai au festival Quilmes Rock, avec des chanteurs invités, et le 20 novembre lors de la commémoration pour les 10 ans de la fermeture de l'ancienne usine Zanón, avec Arbolito, Oye Primate, et Manu Chao. Ils ont également assisté à divers festivals de solidarité et récitals gratuits.
Le 29 février 2012, ils publient La Revuelta, produit par Cachorro López, dont le premier morceau est Cambio el alma, qui comprend les singles à succès Así es, Dios te salve, et No te olvides del ayer, dont la vidéo est animée par Romina Gaetani (la compagne de Righi),,,.
Les 4, 11 et 17 mai 2013, ils donnent trois concerts thématiques dans le but de célébrer leurs 25 ans d'existence.

## Style musical et influences
Le style musical du groupe est varié et sonne plutôt tango, chamamé, cumbia, bolero, jazz rock, rock symphonique, rock progressif, murga, candombe, zamba, reggae, chacarera, hard rock, flamenco, trova, calipso, ranchera, et tropical. Bien qu'« inclassable », le style musical du groupe est qualifié de rock fusion ou rock alternatif. Ils s'inspirent de la musique brésilienne et uruguayenne. Ils s'inspirent aussi de nombreux groupes et artiste comme Cazuza, Luis Alberto Spinetta, Caetano Veloso, Leo Maslíah, Jaime Roos, Litto Nebbia, The Bee Gees, Los Gatos, Sandro, Mauricio Ubal, Deep Purple, Led Zeppelin, Alcides, La Mona Jiménez, Pink Floyd, Charly García, Rubén Rada, Dino Saluzzi, Egberto Gismonti, Gustavo Santaolalla, Keith Jarrett, Serú Girán, Pat Metheny, Meredith Monk, Hermeto Pascoal, The Beatles, et Genesis.

## Discographie

### Albums studio
- 1992 - Y Punto
- 1993 - Asquerosa Alegria
- 1996 - Don Leopardo
- 1998 - Libertinaje
- 2000 - Hijos del Culo
- 2002 - De la Cabeza
- 2003 - Quilmes Rock
- 2004 - La Argentinidad al Palo (double)
- 2005 - Testosterona
- 2007 - Bersuit?
- 2012 - La Revuelta
- 2014 - El baile interior

## Membres

### Membres actuels
- Juan Subirá - claviers, chant (depuis 1988)
- René « Pepe » Céspedes - basse (depuis 1988)
- Carlos E. Martín - batterie (depuis 1989)
- Alberto Verenzuela - guitare, chant (depuis 1994)
- Daniel Suárez - chant (depuis 1997)
- Germán « Cóndor » Sbarbati - chant (depuis 1997)
- Manuel Uriona - percussions (depuis 2001)
- Nano Campoliete - guitare, chœurs (depuis 2011)
- Juan Bruno - guitare (depuis 2011)

### Anciens membres
- Gustavo Cordera - chant (1988-2009)
- Oscar Humberto Righi - guitare (1990-2016)
- Rubén Sadrinas - chant (1989-1996)
- Carlos « Charly » Bianco - guitare (1989-1993)
- Marcela Chediak - percussions entre 1990-1993)
- Héctor « Limón » García - chant (1996-1999)
- Raúl Pagano -  claviers (1990-1993)
- Miguel Jara - basse (1988-1989)